# Энгельгардт, Адам Григорьевич
Барон Адам Григорьевич Энгельгардт (1776—1834) — генерал-майор русской императорской армии; участник Отечественной войны 1812 года.
Родоначальник семейной линии Lassen ( от названия имения в Курляндской губернии).

## Биография
Родился в 1776 году. Происходил из древнего рода Остзейских дворян, сын польского камергера и полковника Георга Герхарда (1734—1814) и Александрины-Эмеренции, урожденной фон-дер-Рооп.
В 1793 году поступил на службу капралом в лейб-гвардии Семёновский полк; в 1794 году произведен в фурьеры, в 1795 году в сержанты и в том же году, 12 мая, был произведён в поручики и пожалован в кавалергарды; 6 декабря 1796 года произведён в ротмистры, с переводом в лейб-гусарский полк; 17 сентября 1797 года по собственному желанию уволен в отставку. В 1806 году Энгельгардт выбран в милицию тысячником.
Во время Отечественной войны 1812 года принимал участие в походах и сражениях: под Тарутином, Малоярославцем, Вязьмой, где по приказу генерала Паскевича, с эскадронами Елисаветградского гусарского и Польского уланского полков защищал стрелков и разбил неприятельских егерей, стоявших в колонне.
Был 6 ноября под Красным, в 1813 году при Ютер-Бок и Мерцане, 24 августа под крепостью Виттенберг, 6 и 7 октября в сражениях под Лейпцигом. В том же году был произведён в майоры в Волынский уланский полк. 24 января  1814 года был при бомбардировании крепости Овены, 1 февраля того же года в деле при деревне Круи. В том же году за отличие при Лане произведен в подполковники. При взятии штурмом крепости Суассона, награждён золотой саблей с надписью «за храбрость», 24,25 и 26 при Краоне и Лане, где он был произведен в подполковники и получил прусский орден за достоинство. Был при Берри-о-Баке, 7 марта при Реймсе, 23 мая был при отбитии у французов 24-х орудии при Питивье.
В 1815 году вернулся в Россию, но 23 июля был назначен главным комиссаром над госпиталями, учреждёнными во Франции от Рейна. В том же году был переведён в Польский уланский полк, а затем в Таганрогский уланский полк, в 1820 году — в Харьковский драгунский полк, а в 1825 году — в Санкт-Петербургский драгунский полк. В 1826 году он был назначен командиром Курляндского уланского полка и произведён в полковники; в 1828 году получил Высочайшее благоволение за устройство и исправность полка.
Участвовал в русско-турецкой войне. Вместе с полком перешёл форсированным маршем через Молдавию и Валахию, был при занятии Бухареста, откуда с полком направился к Журже; 17 мая переправился через реку Ольту и затем 21 мая участвовал в деле при Калафате, за что пожалован орденом Св. Анны 2-й ст. с алмазами; 17 июля переправившись через Дунай, направился к Гирсову, а оттуда к Силистрии, где 16 августа в сражении был контужен картечью в правую ногу. За участие при отбитии нападения неприятеля 30 августа и 3 сентября на левый фланг корпуса, блокировавшего Силистрию, был награждён орденом Св. Владимира 3-й степени. Из под Силистрии он был направлен к Шумле, где находился в блокадном корпусе до снятия блокады; 27 ноября вернулся в Валахию. За вторую половину кампании и за приведение полка в зимнее время в должное устройство получил Высочайшее благоволение. В кампании следующего года участвовал в преследовании неприятеля при Каурси, 17 и 19 мая в экспедициях к Разграду и Туртукаю и в деле при Ескимили. Был при осаде и взятии Силистрии; 7 июля участвовал в делах при Дюльгер-Орду и Дервиш-Джеване, где 4-м эскадроном полка отбиты у неприятеля два знамени и пять орудий; 11 июля был в деле у реки Анданакой и взятии Мессемврии, 13 июля при Айдосе, 15 июля при взятии Карнабата, 19 июля в делах при Ямболе и Сливне и 31 июля в занятии Адрианополя. Из Адрианополя 22 августа он выступил чрез Энос к Демотике для сношения с прибывшим в Архипелаг флотом.
В 1830 году получил аренду на 12 лет по 1000 р. в год, а в 1831 году получил Высочайшее благоволение за совершенную исправность и скорую сдачу Курляндского уланского полка. В том же году за отличия в сражениях и за храбрость был произведён в генерал-майоры. Назначенный начальником Оренбургского казачьего войска, Энгельгардт 12 февраля 1831 года прибыл в Оренбург.
Скончался 9 (21) августа 1834 года.
Был женат на Дарье Ивановне фон Вальтер. Их дети: Александр-Эрнест-Гергард (1807—1857), Эмилия, Владимир-Георг-Генрих (1810—?), Наталья (1820—1883).

## Награды
- Орден Святой Анны 2-й степени (7 ноября 1813); алмазные украшения к ордену (4 декабря 1828)[2]
- Золотое оружие «За храбрость» (5 февраля 1814)[3]
- Орден «Pour le Mérite» (13-18 октября 1814, королевство Пруссия)[4]
- Орден Святого Владимира 3 степени (20 февраля 1829)[5]